# 京都府道493号西坂蓼原線
京都府道493号西坂蓼原線（きょうとふどう493ごう にしざかたでわらせん）は、京都府綾部市から福知山市に至る一般府道である。

## 概要
綾部市西坂町から福知山市大江町河守に至る。
福知山市内では、尾藤川に沿って走る。綾部市側では整備された2車線だが、福知山市側では1車線の箇所がある。

### 路線データ
- 起点：綾部市西坂町（枯木交差点、京都府道9号綾部大江宮津線交点）
- 終点：福知山市大江町河守（河守交差点、国道175号交点）

## 路線状況

### 重複区間
- 京都府道55号舞鶴福知山線（福知山市大江町尾藤 - 福知山市大江町千原・千原交差点）

### 道路施設

#### 橋梁
- 大江美河橋（由良川、福知山市）

## 地理

### 通過する自治体
- 京都府
  - 綾部市 - 福知山市

### 交差する道路
| 交差する道路                          | 市町村名 | 交差する場所 | 交差する場所      |
| ------------------------------------- | -------- | ------------ | ----------------- |
| 京都府道9号綾部大江宮津線             | 綾部市   | 西坂町       | 枯木交差点 / 起点 |
| 京都府道55号舞鶴福知山線 重複区間起点 | 福知山市 | 大江町尾藤   |                   |
| 京都府道55号舞鶴福知山線 重複区間終点 | 福知山市 | 大江町千原   | 千原交差点        |
| 国道175号                             | 福知山市 | 大江町河守   | 河守交差点 / 終点 |

### 交差する鉄道
- 京都丹後鉄道宮福線

### 沿線
- 九社神社
- 常楽寺
- 京都丹後鉄道宮福線 大江駅

### 峠
- 尾藤峠（綾部市 - 福知山市）